# Многократное искусство

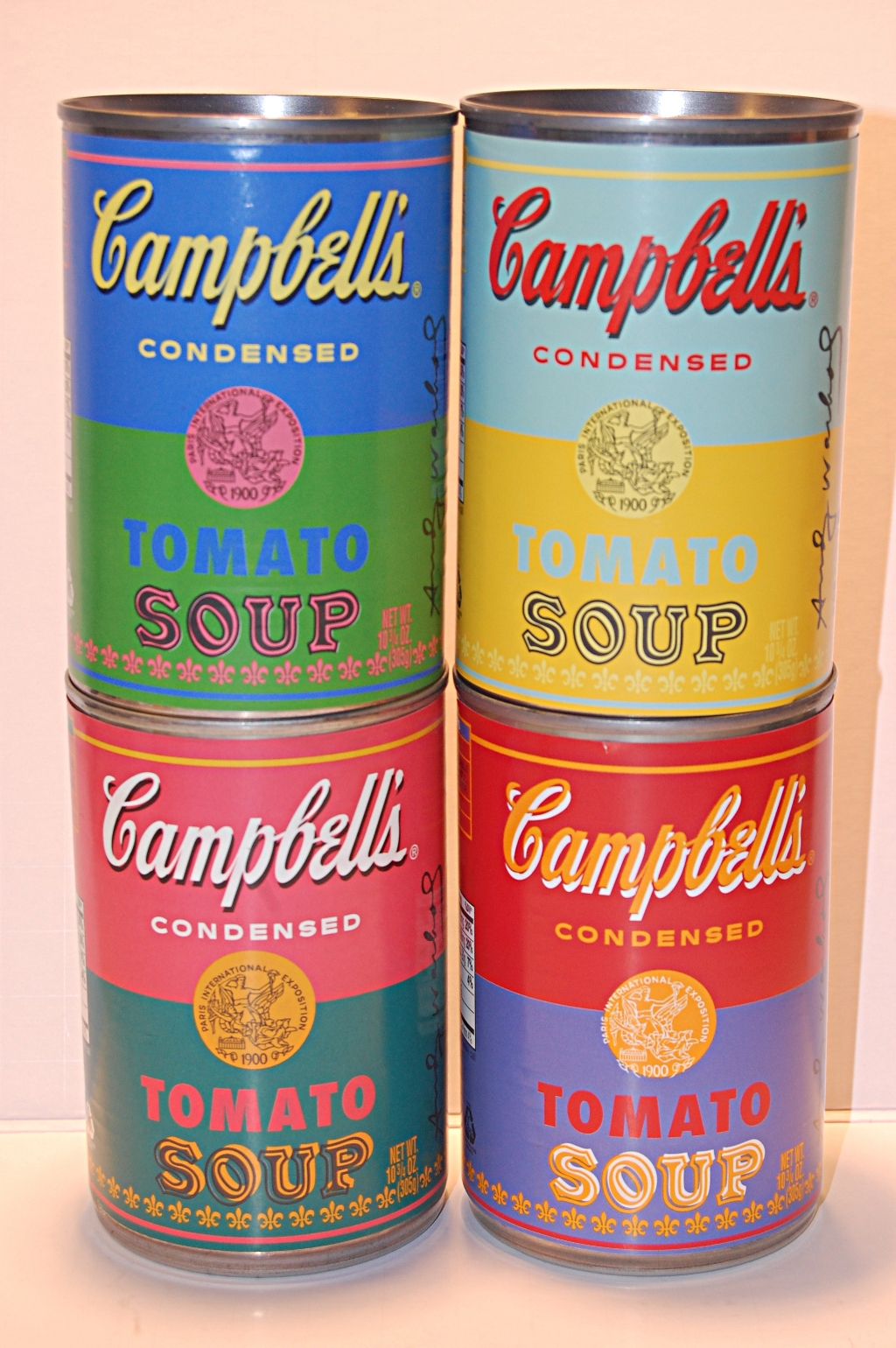
Банки с Суп Кэмпбелл как предмет многократного искусства

Многократное искусство — форма и концепция современного искусства, в первую очередь ориентированная на рынок предметов искусства, согласно которой, художник создаёт серию идентичных предметов искусства. Как правило, это ограниченное издание, маркированное для продажи.
Многократное искусство называют самым доступным и недорогим современным искусством на рынке. Художественные работы могут быть созданы методом 2D-печати, 3D-скульптуры или являться инсталляцией. Многократность предлагает художникам способ продажи работ без ущерба для их художественной целостности и делает их работу доступной для более широкого рынка.
Однако, копии объединены отсутствием уникальности, обычно рассматриваемой главной предпосылкой для признания работы произведением искусства. Несмотря на это, существует ряд художников, которые работают исключительно в данном направлении. С их точки зрения, задача художника заключается в поиске способов реализации идеи, которую можно повторять снова и снова. Таким образом, часть творческой задачи заключается в исследовании новых методов и поиске новых материалов для новых работ.

## История
Многократность — не новая идея. Многие художники XX века приходили к этой концепции. Вдохновлённое готовыми произведениями Марселя Дюшана, это направление стало подрывной формой искусства. Книги, выпущенные ограниченным тиражом, были изданы задолго до этого — Уильям Моррис и Уолтер Крейн использовали методы массового производства, чтобы перенести искусство в массы, соответствующие их социалистическим идеалам в XIX веке.
Марсель Дюшан является предком концепции многократного искусства. Его реди-мейд объекты возвышали предметы быта до произведений искусства, только благодаря подписи. Работа «Rotoreliefs» 1935 года, представляющая собой набор из шести вращающихся оптических дисков, которые были выпущены тиражом 500 экземпляров, является одной из первых копий произведений художников.
Джозеф Бойс (1921—1986) развил эту множественную идею. Разочарованный подходом к повседневным объектам, проявленным движением Флюксус, Бойс хотел восстановить роль объекта как искусства. Он чувствовал, что как художник он может направлять энергию из предметов быта и наполнять их новой силой и смыслом. Первая множественная серия работ Вольфа Фостеля «Сделай сам» была создана в 1963 году для показа в Смолинской галерее.
В 1993 году художники Сара Лукас и Трейси Эмин захватили заброшенный магазин в лондонском Ист-Энде и вместе с другими друзьями-художниками, в том числе Дэмьеном Херстом, продавали футболки, кружки и другие предметы по индивидуальному заказу в качестве произведений искусства. Этот руководимый художником подход к продаже искусства непосредственно публике не только повторно популяризировал множество художников, но и стал ключевым моментом в последующей эпохе молодых британских художников, кульминацией которой стала выставка Чарльза Саатчи «Сенсация».
С 2005 года были установлены торговые автоматы, выпущенные ассоциацией «Un Certain Détachement» из Гренобля, Франция. Ассоциация была основана художниками Мэри Вейл, Клодом Газенгелем и Аленом Кверчи в 2005 году. 40 современных художников сделали множество видео, книг, скульптур и прочего. Все работы имеют индивидуальную подпись, пронумерованы и показаны на выставках по всей Франции включая биеннале современного искусства 2011 года в Лионе.

## Законы о защите прав потребителей
Калифорния стала первым штатом в США, который регулировал продажу серий одинаковых работ художника и печатных изданий с ограниченным тиражом с помощью «Калифорнийского закона о печати» 1971 года. Позже штат Иллинойс расширил Калифорнийский статут. Тем не менее только в 1986 году с принятием «Закона о печати Джорджии» были приняты более всеобъемлющие положения, которые все ещё действуют в большинстве штатов США сегодня. Этот закон стал образцом для законодательных актов, впоследствии принятых другими государствами.
«Закона о печати Джорджии» требует от арт-дилеров, художников, или аукционистов предоставлять информацию потенциальным покупателям о характере печати, количество печатных изданий, а также об участии (если таковое имеется) художника в создании печатного издания. Наказание за нарушение закона варьируется от простого возмещения до тройного ущерба в случае умышленного нарушения. Те, кто признан виновным в нарушении закона, также несут ответственность за судебные издержки, расходы и оплату услуг адвоката. Закон распространяется на произведения искусства стоимостью более 100 долларов США (не включая рамки). Благотворительные организации специально освобождены от положения закона. Срок исковой давности составляет один год после обнаружения, и, если обнаружение нарушения не было сделано в течение трёх лет с момента продажи, средства защиты покупателя аннулируются.
Ограниченное издание обычно подписывается рукой и нумеруется художником, как правило, карандашом, в форме (например): 14/100. Первое число — это номер самой копии. Второе число — это общее количество копий отпечатанных художником. Чем ниже второе число, тем более ценными и коллекционными могут быть ограниченные издания в пределах их ценового диапазона.

## Художники
- Фотрие Жан
- Сальвадор Дали
- Йозеф Бойс
- Вольф Фостель
- Ричард Гамильтон
- Клас Олденбург
- Энди Уорхол
- Марсель Дюшан
- Дитер Рот
- Сара Лукас
- Трейси Эмин
- Ман Рэй
- Курт Швиттерс
- Жан Арп